# Jardin Atlantique
Jardin Atlantique (česky Atlantická zahrada) je veřejný park, který se nachází v Paříži v 15. obvodu. Park byl vybudován v roce 1994 nad halou nádraží Montparnasse a jeho rozloha činí 3,5 ha.

## Architektura
Zahradu navrhli krajinářští architekti François Brun a Michel Péna. Zahrada byla vybudována na ploše ze skla a betonu 17 metrů nad úrovní ulice. Pod zahradou je ukryta nádražní hala a parkoviště, odkud vede na povrch 130 větracích otvorů, které jsou skryté v zeleni. V zahradě jsou umístěny tlampače ohlašující informace o odjezdech vlaků.
Park je ze všech stran obklopen správními budovami. Uprostřed parku je velký čtvercový trávník a v jeho centru Fontána ostrova Hesperidek (Fontaine de l'île des Hespérides) s malou meteorologickou stanicí měřící vítr, déšť, tlak a teplotu a velkým zrcadlem. Fontána i meteorologická stanice však již nefungují a jsou zahrazeny zábradlím.
Zahrada je inspirována nádražím Montparnasse, odkud odjíždějí vlaky do Bretaně u Atlantského oceánu. Odkazuje na to název parku i zdejší vegetace, která je převzata z břehů Atlantiku na obou kontinentech. Bylo zde vysazeno na 500 stromů, převážně borovic, které jsou typické pro atlantické pobřeží Bretaně.
Západní část zahrady je věnovaná sportu. Je zde dětské hřiště, sportoviště, stoly na ping-pong a tenisové kurty.
Na východní straně zahrady je série malých tematických zahrad s různými typy vegetace:
- Salle des Plants ondoyantes (Zahrada vlajících rostlin)
- Salle des Humidites (Zahrada vlhka)
- Salle des Bleus a Mauves (Zahrada modré a fialové)
- Salle du Silence (Zahrada ticha)
- Salle des Rivages (Pobřežní zahrada)

Na východní straně zahrady jsou také dva pavilony, kde mohou návštěvníci vyjít až na střechu a podívat se přes zahradu.